# Burtia rubridiscalis
Burtia rubridiscalis är en fjärilsart som beskrevs av M.Gaede 1926. Burtia rubridiscalis ingår i släktet Burtia och familjen björnspinnare. Inga underarter finns listade i Catalogue of Life.